# Espírito Santo do Turvo
Espírito Santo do Turvo è un comune del Brasile nello Stato di San Paolo, parte della mesoregione di Assis e della microregione di Ourinhos.